# Prix Charles-Fleming
Pour les articles homonymes, voir Fleming.
Le prix Charles-Fleming (en anglais Charles Fleming Award for Environmental Achievement) est une distinction en sciences de l'environnement décernée tous les trois ans par la Société royale de Nouvelle-Zélande (RSNZ), qui reconnaît « la protection, l'entretien, la gestion, l'amélioration ou la compréhension de l'environnement, en particulier la gestion durable de l'environnement de la Nouvelle-Zélande ». Elle se compose d'une médaille, une somme d'argent, et une tournée de conférences dans l'année suivant l'attribution.
Le prix a été créé en 1988 afin de commémorer la vie et l'œuvre de l'écologiste, scientifique et ancien président de la RSNZ Sir Charles Fleming (en).

## Lauréats
Source : Société royale de Nouvelle-Zélande
- 1989 : Don Merton (en) et la Royal Forest and Bird Protection Society of New Zealand (en)
- 1992 : Ian A. E. Atkinson
- 1995 : Brian Molloy[3]
- 1998 : David R. Thom
- 2001 : John Craig
- 2004 : Stephen Dawson et Elisabeth Slooten (conjointement)
- 2007 : Mick Clout[4]
- 2010 : Sir Alan Mark
- 2013 : Mike Joy (en)
- 2016 : Bruce Clarkson
- 2019 : David Towns
- 2022 : Ann Brower